# Väinö Ahla
Väinö Jeremias Ahla, född 4 november 1890 i Helsingfors, död där 4 juli 1977, var en finländsk ämbetsman.
Ahla, som var son till överkonduktör Jeremias Ahla och Aurora Maria Keisari, blev student 1908, avlade diplomexamen i lantmäteri vid Tekniska högskolan 1912, rättsexamen och högre förvaltningsexamen 1915 och blev vicehäradshövding 1926. Han blev lantmäteriauskultant 1912, hovrättsauskultant 1915, extra lantmätare 1916, yngre lantmätare vid Lantmäteristyrelsen 1916, extra föredragande vid senatens lantbruksexpedition 1917, senatskanslist 1917, protokollssekreterare 1919, assessor vid Lantmäteristyrelsen 1925, överdirektör vid Lantmäteristyrelsen 1929, var dess generaldirektör 1929–1950 och justitieråd 1950–1960. 
Ahla var föredragande för livsmedelsärenden vid senatens livsmedelsexpedition, livsmedelsstyrelsen och -ministeriet 1917–1919 och landssekreterare i Petsamo 1921. Han var sekreterare vid finsk-norska renbeteskommittén 1920; finländskt ombud vid råuppgången mellan Finland och Sverige 1938, ordförande i finländska statskommittéer och för Maanmittaustieteiden Seura 1932–1951. Han utgav Maamiehen lakikirja, Laki tilusten rauhoittamisesta kotieläinten vahingonteolta, andra upplagan 1927, och Oikeudenkäynti jakoasioissa (Suomen maanmittauksen historia III).